# Plagiostomum wilsoni
Plagiostomum wilsoni är en plattmaskart. Plagiostomum wilsoni ingår i släktet Plagiostomum och familjen Plagiostomidae. Inga underarter finns listade i Catalogue of Life.